# John Henry and the Inky-Poo
John Henry and the Inky-Poo ist ein US-amerikanischer, in Stop-Motion animierter Kurzfilm von George Pal aus dem Jahr 1946.

## Handlung
In einer stürmischen und regnerischen Nacht wird John Henry geboren. Schon kurz nach seiner Geburt ist er übermannsgroß und muskelbepackt. Als er zum ersten Mal eine Eisenbahn sieht, weiß er, dass er beim Bau der Schienen tätig sein will. Mit der Maschine Inky-Poo erhalten die Arbeiter jedoch Konkurrenz, denn Inky-Poo kann nicht nur die Arbeit von zehn Schienenbauern leisten, sondern auch schneller und regelmäßiger arbeiten. Die Arbeiter fürchten um ihre Stellen und John Henry schlägt ein Wettarbeiten vor: Mann gegen Maschine.
Wenig später beginnt der Wettkampf. John Henry und Inky-Poo müssen die Schienen einer vorgeschriebenen Strecke bearbeiten. Obwohl John Henrys Mutter entsetzt ist, wird der Wettkampf doch sämtliche Kräfte John Henrys kosten, ist dieser nicht umzustimmen. Der Wettkampf beginnt und obwohl John Henry zu Beginn hinten liegt, holt er auf und gewinnt gegen die Maschine Inky-Poo. Im Ziel bricht er jedoch kurz darauf tot zusammen und wird wenig später beerdigt. Der Erzähler stellt fest, dass John Henry in den Herzen der Menschen weiterlebt, habe er doch bewiesen, dass die Kraft eines Menschen die einer Maschine ersetzen kann, wenn der Mensch es nur will.

## Produktion
John Henry and the Inky-Poo wurde von George Pal in Knetanimation realisiert und im Rahmen der Serie Puppetoon am 6. September 1946 veröffentlicht. Die Dialoge werden gereimt vorgetragen. Der Chor-Gesang im Film stammt von den Luvenia Nash Singers. Der Erzähler des Films, der auch John Henry spricht, ist Rex Ingram.

## Auszeichnungen
John Henry and the Inky-Poo wurde 1947 für einen Oscar in der Kategorie „Bester animierter Kurzfilm“ nominiert, konnte sich jedoch nicht gegen Tom gibt ein Konzert durchsetzen.